# Kobo (Éthiopie)
Pour les articles homonymes, voir Kobo.
Kobo est une ville du nord de l'Éthiopie, située dans la Semien Wollo Zone de la région Amhara.
Elle se trouve à 1 468 mètres d'altitude. Elle est le centre administratif du woreda Kobo.